# Pièces de monnaie en couronne slovaque
Les pièces de monnaie slovaques sont une des représentations physiques, avec les billets de banque, de la monnaie slovaque.

## L'unité monétaire slovaque
La couronne slovaque (SKK) fut la devise de la Slovaquie de 1939 à 1945, puis de 1993 à 2008 avant son remplacement par l'Euro.
La couronne slovaque était divisée en 100 halierov

## Les pièces de monnaie de Slovaquie
Les pièces sont frappées sous la responsabilité de la Národná Banka Slovenska de Bratislava

### Les pièces de la première République slovaque
- La pièce (1942) de 5 halers en zinc
- La pièce (1939-1942) de 10 halers en cuivre (Cu (92 %) - Zn (08 %))
- La pièce (1940-1942) de 20 halers en cuivre (Cu (92 %) - Zn (08 %))
- La pièce (1942-1943) de 20 halers en aluminium
- La pièce (1940-1941) de 50 halers en cupro-nickel (Cu (80 %) - Ni (20 %))
- La pièce (1943-1944) de 20 halers en aluminium
- La pièce (1940-1945) de 1 couronne en cupro-nickel (Cu (80 %) - Ni (20 %))
- La pièce (1939) de 5 couronnes en nickel
- La pièce (1944) de 10 couronnes en argent (Ag (50 %))
- La pièce (1939-1941) de 20 couronnes en argent (Ag (50 %))
- La pièce (1944) de 50 couronnes en argent (Ag (70 %))

### Les pièces de la seconde République slovaque
Le pays est redevenu indépendant au 1er janvier 1993, trois ans après la « Révolution de velours » de 1989 qui mit fin à la République socialiste tchécoslovaque (ČSSR)
La série de pièces a été mise en circulation du 8 février 1993 (10 Sk) au 29 octobre 1993 (10 hal).
Le pièces portent sur l'avers les Armoiries de la République slovaque et la mention SLOVENSKÁ REPUBLIKA
| Valeur      | Paramètres techniques | Paramètres techniques | Paramètres techniques     | Description | Description                                     | Description    | Millésimes |
| Valeur      | Diamètre              | Poids                 | Composition               | Avers | Revers                                          | Artiste        | Millésimes |
| ----------- | --------------------- | --------------------- | ------------------------- | --- | ----------------------------------------------- | -------------- | ---------- |
| 10 halierov | 17,00 mm              | 0,72 g                | 98 % Al, 02 % Mg          | Armoiries de la République slovaque (un fond de gueules, où figure une double croix d'argent sur un pic central d'un groupe de trois collines d'azur) et le millésime | 10 h et le beffroi de Zemplin                   | Drahomír Zobek | 1993-2003  |
| 20 halierov | 19,50 mm              | 0,95 g                | 98 % Al, 02 % Mg          | Armoiries de la République slovaque (un fond de gueules, où figure une double croix d'argent sur un pic central d'un groupe de trois collines d'azur) et le millésime | 20 h et le mont Kriváň                          | Drahomír Zobek | 1993-2003  |
| 50 halierov | 22,00 mm              | 1,20 g                | 98 % Al, 02 % Mg          | Armoiries de la République slovaque (un fond de gueules, où figure une double croix d'argent sur un pic central d'un groupe de trois collines d'azur) et le millésime | 50 h et la tour polygonale du château de Devin  | Drahomír Zobek | 1993-1995  |
| 50 halierov | 18,75 mm              | 2,80 g                | Fe platiné Cu             | Armoiries de la République slovaque (un fond de gueules, où figure une double croix d'argent sur un pic central d'un groupe de trois collines d'azur) et le millésime | 50 h et la tour polygonale du château de Devin  | Drahomír Zobek | 1996-      |
| 1 koruna    | 21,00 mm              | 3,85 g                | Fe Cu Sn                  | Armoiries de la République slovaque (un fond de gueules, où figure une double croix d'argent sur un pic central d'un groupe de trois collines d'azur) et le millésime | 1 Sk et une Vierge à l'Enfant                   | Drahomír Zobek | 1993-      |
| 2 koruny    | 22,50 mm              | 4,40 g                | Fe Cu Sn                  | Armoiries de la République slovaque (un fond de gueules, où figure une double croix d'argent sur un pic central d'un groupe de trois collines d'azur) et le millésime | 2 Sk et une sculpture de Vénus du Paléolithique | Drahomír Zobek | 1993-      |
| 5 korun     | 24,75 mm              | 5,40 g                | Fe Ni                     | Armoiries de la République slovaque (un fond de gueules, où figure une double croix d'argent sur un pic central d'un groupe de trois collines d'azur) et le millésime | 5 Sk et la représentation de Biatec             | Drahomír Zobek | 1993-      |
| 10 korun    | 26,50 mm              | 6,60 g                | 92 % Cu, 06 % Al, 02 % Ni | Armoiries de la République slovaque (un fond de gueules, où figure une double croix d'argent sur un pic central d'un groupe de trois collines d'azur) et le millésime | 10 Sk et une croix de bronze                    | Drahomír Zobek | 1993-      |